# Шварц, Рафаэль
Рафаэль Шварц (фр. Raphael Schwartz; 1874—1942) — российский и французский художник и скульптор.

## Биография
Родился в Российской империи (ныне Украина). Юность провёл в Киеве.
В 1902 году поступил в Национальную высшую школу изящных искусств в Париже. Автор портретов таких выдающихся современников, как Анри Бергсон, Огюст Роден, Клод Дебюсси, Андре Жид, Эмиль Верхарн, Анри Пуанкаре, Анатоль Франс и др. Шварц писал символические картины, пейзажи и натюрморты. Он также исполнял статуэтки, бюсты и женские фигуры из мрамора. В 1910 году он сделал зарисовки Л. Н. Толстого в Астапове. В том же году провёл персональную выставку в Киевском городском музее. Впоследствии выставлялся в парижских салонах: Осеннем, Независимых, Тюильри, Национального общества изящных искусств. Его персональная выставка пошла в 1930 году в галерее M. Guiot.
Рафаэль Шварц был награждён орденом Почётного легиона
Отказался искать убежище на юге Франции перед оккупацией Парижа в 1940 году.
Покончил жизнь самоубийством 3 августа 1942 года за несколько дней до визита нацистов, пришедших арестовать его. Рафаэль Шварц повесился в костюме с нашитой жёлтой звездой.